# Heideteiche bei Osterfeld
Koordinaten: 51° 3′ 56″ N, 11° 57′ 36″ O

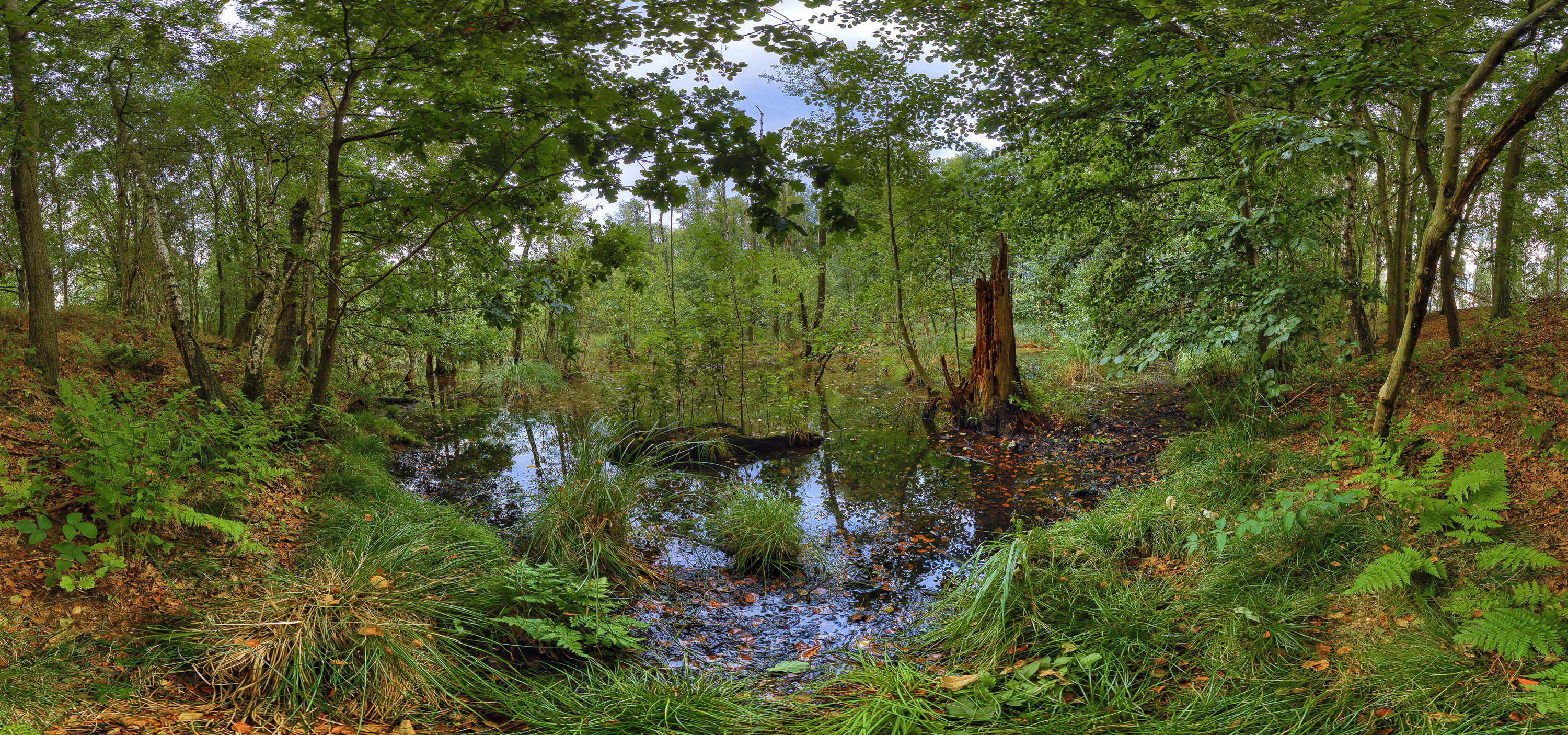
Heideteiche

Die Heideteiche bei Osterfeld sind ein Naturschutzgebiet in der Stadt Osterfeld und der Gemeinde Meineweh im Burgenlandkreis in Sachsen-Anhalt.
Das Naturschutzgebiet mit dem Kennzeichen NSG 0202 ist rund 66 Hektar groß. Etwa 26 Hektar des Naturschutzgebietes sind gleichzeitig als FFH-Gebiet „Waldauer Heideteich- und Auwaldgebiet“ ausgewiesen. Das Gebiet steht seit 2001 unter Schutz (Datum der Verordnung: 19. April 2001). Zuständige untere Naturschutzbehörde ist der Burgenlandkreis.
Das Naturschutzgebiet liegt südöstlich von Osterfeld im Naturpark Saale-Unstrut-Triasland. Es wird durch ein Feuchtgebiet mit einem für die Region einmaligen Erlenbruchwald mit Rispensegge und Moorlabkraut sowie im Bereich eines Quellmoores von geringer Ausdehnung von einem Birkenbruchwald mit Waldsimse, Teichschachtelhalm, Winkel-, Ufer-, Sumpf- und Schnabelsegge sowie Dornigem Wurmfarn geprägt. Im Bereich des Naturschutzgebietes stocken Grauweidengebüschen, Schwarzerle, Moor- und Hängebirke. Das Naturschutzgebiet wird von einem Bachlauf durchflossen, der bei Waldau in den Steinbach, ein Nebengewässer der Wethau, mündet. Entlang des Baches befinden sich sechs aufgestaute Teiche, die Kleinen Heideteiche. Im Osten des Naturschutzgebietes liegt der ebenfalls künstlich angelegte Große Heideteich, der von Röhrichten mit Schilfrohr, Breitblättrigem und Schmalblättrigem Rohrkolben, Ästigem Igelkolben und Rohrglanzgras umgeben ist. Die Teiche wurden im 15. und 16. Jahrhundert zur Fischzucht angelegt.
Im Süden des Schutzgebietes befindet sich eine durch extensive Mahd entstandene Feuchtwiese, die Restbestände einer Pfeifengraswiese mit Pfeifengras, Blaugrüner-, Gelb-, Hirse- und Igelsegge, Teufelsabbiss, Heilziest, Kümmelblättrige Silge, Wiesensilau, Sumpfschafgarbe, Kuckuckslichtnelke, Sumpfhornklee und Wiesenschaumkraut aufweist. Daneben sind Natternzunge, Herbstzeitlose und Sibirische Schwertlilie sowie Orchideen wie Großes Zweiblatt und Breitblättrige Kuckucksblume vorhanden. Im Naturschutzgebiet siedeln ferner u. a. Breitblättriges Knabenkraut, Sumpfveilchen, Sumpfpippau und Kleiner Baldrian sowie Kriechweide. In den Heideteichen siedeln Wasser- und Sumpfpflanzengesellschaften mit Wasserknöterich-Schwimmlaichkraut-Gesellschaften und der Gesellschaft des Südlichen Wasserschlauchs, die u. a. von Ährentausendblatt, Wasserhahnenfuß und Kammlaichkraut begleitet werden. Weitere Arten sind Teichschachtelhalm, Straußblütiger Gilbweiderich, Strahlender Zweizahn und Wilder Reis.
Die Gewässer im Naturschutzgebiet sind Lebensraum von Bachschmerle und Moderlieschen. Amphibien und Reptilien sind durch Teich- und Bergmolch, Erd- und Knoblauchkröte, Gras-, Wasser- und Laubfrosch, Zaun- und Waldeidechse, Blindschleiche und Ringelnatter vertreten. Auch für die Avifauna ist das Naturschutzgebiet ein wichtiger Lebensraum. So leben in den Röhrichten Rohrweihe, Zwergtaucher, Bläss-, Teich- und Wasserralle sowie Drossel- und Teichrohrsänger. Die Bruchwälder sind Lebensraum für Sumpf-, Weiden- und Beutelmeise, Kleinspecht und Nachtigall, während in den offenen, teilweise mit Gehölzen durchsetzten Bereichen Kiebitz, Rebhuhn, Neuntöter, Schafstelze, Wiesenpieper, Braunkehlchen und Dorngrasmücke vorkommen. Im Übergang zur Feldflur sind Wachtel, Grauammer und Feldschwirl zu finden. Weiterhin sind im Naturschutzgebiet zahlreiche Tagfalter, Libellen, Hautflügler, Zweiflügler und Käfer sowie verschiedene Säugetiere, darunter Feldspitzmaus, Wasserspitzmaus, Zwergmaus, Zwergspitzmaus und Feldhase heimisch.
Das Naturschutzgebiet ist nahezu vollständig von landwirtschaftlichen Nutzflächen umgeben. Im Westen grenzt das Naturschutzgebiet an die Autobahn 9.